# Barna Kesztyűs
Barna Kesztyűs (Pécs, 4 settembre 1993) è un calciatore ungherese, centrocampista dell'Honvéd.

## Biografia
Anche suo fratello Máté è un calciatore, di ruolo centrocampista.

## Carriera
Ha giocato nel campionato ungherese alternandosi tra prima, seconda e terza divisione.

## Palmarès

### Club

#### Competizioni nazionali
- Coppa d'Ungheria: 1

Honvéd: 2019-2020
- Nemzeti Bajnokság II: 1

Nyíregyháza: 2023-2024